# Västergötlands runinskrifter 113
Västergötlands runinskrifter 113, eller Bjärby 16:1, är en vikingatida runsten på Lärkegapets åker i Bjärby i Grästorp, Västergötland. Den är av gnejs, 2,5 meter hög, 0,5 meter bred och 0,4 meter tjock. Runhöjden är 14 centimeter. Den har två lodräta runrader. Uppmålad 1965, 1990.

## Inskriften
Translitterering av runraden:
takh : risþi : stn : þaisi : ʀfti : burn : frita : harþa : kuþih : þikn :
Normalisering till runsvenska:
Dagʀ ræisti stæin þannsi æftiʀ Biorn frænda, harða goðan þegn.
Översättning till nusvenska:
Dag reste denna sten efter Björn, sin frände, en mycket god tägn.